# Coachen
Coachen är en svensk miniserie i tre delar från 2005 i regi av Simon Kaijser. Serien hade svensk TV-premiär den 4 april 2005 och släpptes på DVD den 20 juni 2007.

## Handling
Ralf (Jacob Ericksson) är coach för ett fotbollslag i division 3. Rickard (Daniel Larsson), lagets unge talang, lever vid sidan av fotbollen ett hektiskt uteliv där droger är ett lika självklart inslag som alkohol. Rickard dras så småningom in i drogaffärer. Vid en drogaffär begår Rickard ett misstag och retar därmed upp knarkkungen Freddy (David Dencik). Snart har Rickard större problem än han kunnat ana. Det gäller plötsligt liv eller död.

## Rollista (i urval)
- Jacob Ericksson - Ralf
- Daniel Larsson - Rickard
- David Dencik - Freddy
- Andreas La Chenardiere - Alex
- Leif Andrée - Terner
- Gerard Bidstrup - Dansken
- Albert Håkansson - Journalist
- Catherine Hansson - Karin
- Jan Holmquist - Malmberg
- Liv Mjönes - Bankkvinnan
- Ann Petrén - Polis Bergström
- Martin Rutegard - Skurk
- Allan Svensson - Bengt

## Musik i serien
- Originalmusik, kompositörer Goran Kajfes, David Österberg
- Give It to Her, kompositör Jeremy Harding, text Jeremy Harding, Wayne Passley och Mark Wolfe, framförs av Tanto Metro och Devonte
- Think of Next, kompositör L. Bob Moore, text L. Bob Moore, W. Morris och Rodney Price, framförs av: Bounty Killer
- Logozo, kompositör Iván Benavides, text Iván Benavides, Richard Blair, framförs av: Sidestepper
- The String Thing, kompositör John Fiddy, text John Fiddy, Tim Hutton, Sammy Burdson och Nick Girdwood
- African
- Aftermath, kompositör och text Adrian Thaws, sång Tricky
- Karmacoma, kompositör Robert del Naja, text Robert del Naja, Robert Locke, Grant Marshall, Tim Norfolk, Adrian Thaws och Andrew Vowles
- Di provenza il mar. ur La Traviata (Faderns aria. ur La Traviata), kompositör Giuseppe Verdi, text Francesco Maria Piave, sång Robert Merrill